# Nicocles de Acreas
Nicocles de Acreas (en griego antiguo: Νικοκλής ο Άκριος) fue un atleta griego "triastés" de Acreas, que obtuvo cinco victorias olímpicas.
Nicocles era hijo de Nicéetas.
En los 170 y 171 Juegos Olímpicos, en 100 y 96 a. C., obtuvo cinco coronas olímpicas: Probablemente el diaulos (estadio doble, de unos 384 m), el hoplitódromo (carrera con armas en un estadio doble) y la carrera de fondo (dólico) en el año 100 y el diaulos y otra carrera en el año 96. Realizó el triple stadion de una longitud de un estadio, diaulos y hoplitódromo en las Anfiareas de Oropo (en fecha desconocida). Por esta razón, a veces se le atribuye la victoria en el estadio en los 171 Juegos Olímpicos en el año 96, aunque Eusebio de Cesarea en su lista para esta fecha nombra a Parmenisco de Córcira.
Según Pausanias, fue enterrado en Acreas entre el gimnasio y la muralla del lado del puerto.